# A Cold Night's Death
A cold night`s death (Brasil: A morte numa noite fria ) é um filme estadunidense, de drama, suspense e ficção científica, produzido para a televisão, dirigido por Jerrold Freedman, com roteiro de Christopher Knopf. Estrelado por Robert Culp e Eli Wallach. Música de Gil Mellé.

## Sinopse
- Um pedido de socorro, e dois cientistas são levados a uma estação científica no Ártico, onde macacos são cientificamente estudados, e esclarecer o mistério da morte dos outros dois cientistas ali estabelecidos, um congelado, trancado por fora numa sala de rádios e o outro a tiros, informado pelo primeiro.

## Elenco
- Robert Culp.......Robert Jones
- Eli Wallach.......Frank Enari
- Michael C. Gwynne.......Val Adams